# Хенкок (филм)
Хенкок (енгл. Hancock) амерички је суперхеројски филм из 2008. године. Режију потписује Питер Берг, по сценарију Вија Винсента Нгоа и Винса Гилигана. Главне улоге тумаче Вил Смит, Шарлиз Терон, Џејсон Бејтман и Еди Марсан.
Приказан је 2. јула 2008. године. Добио је помешане рецензије критичара који су похвалили глумачку поставу, визуелне ефекте и радњу, али и критиковали извођење и неуспех да испуни свој потенцијал, посебно током друге половине филма. Зарадио је 629 милиона долара широм света, поставши четврти филм са највећом зарадом 2008. године.

## Радња
Џон Хенкок (Вил Смит) је измучени суперхерој који је изгубио подршку јавности, захваљујући неконвенционалним методама спасавања који уносе пометњу у свакодневицу. Током једног случаја, Хенкок упознаје Реја Ембрија (Џејсон Бејтмен), стручњака за односе с јавношћу, који му нуди помоћ у поправљању имиџа. Али, када се Рејова жена Мери (Шарлиз Терон) и Хенкок сусретну, међусобна привлачност постаје очигледна.
Након много отпора, Мери открива да и она поседује супермоћи, а недуго затим Хенкок постаје свестан да његове моћи слабе. На несрећу, лоше вести брзо путују међу криминалцима које је сам сместио иза решетака. Сада Хенкок мора пронаћи начин да поврати своје моћи, како би остао жив.

## Улоге
| Глумац         | Улога      |
| -------------- | ---------- |
| Вил Смит       | Џон Хенкок |
| Шарлиз Терон   | Мери Ембри |
| Џејсон Бејтман | Реј Ембри  |
| Еди Марсан     | Ред Паркер |